# 쿤디판다
복현(1997년 2월 11일 ~ )은 예명 쿤디판다(Khundi Panda)로 더 잘 알려진 대한민국의 래퍼이다. 2017년에 음악 프로듀서 비앙과 합작 음반 <재건축>을, 2020년에 데뷔 정규 음반 <가로사옥>을 발매했다. 이는 모두 한국대중음악상 최우수 힙합 음반을 수상했다. 2020년에 <쇼미더머니9>에 출연해 인기를 얻었다. 여기에서 발매한 "VVS"는 가온 디지털 차트 1위를 기록했고, 한국 힙합 어워즈 올해의 힙합 트랙을 수상했다.

## 생애
복현은 에픽하이의 노래를 들은 후 음악에 관심을 가지기 시작했다. 예명 "쿤디판다"의 유래는 그가 판타지 소설과 만화를 읽은 후 직접 만든 가상 캐릭터의 이름이다.

## 경력
쿤디판다는 2017년에 데뷔 싱글 "Ms. 808"을 발매했다. 같은 해에 음악 프로듀서 비앙과 함께 합작 음반 <재건축>을 발매했고, 이는 한국대중음악상 최우수 힙합 음반을 수상했다. 2019년에 비와이가 설립한 음반사 데자부 그룹과 계약했다.
2020년 7월에 데뷔 정규 음반 <가로사옥>을 발매했고, 이는 한국대중음악상 최우수 힙합 음반을 수상했다. 10월에 《쇼미더머니9》에 출연해 미란이, 먼치맨, 머쉬베놈과 같이 "VVS"를 발매했다. 이는 가온 디지털 차트 7주 연속 1위와 한국 힙합 어워즈 올해의 힙합 트랙 수상을 달성하면서 그의 노래 중 가장 성공한 싱글이 되었다. 싱글 "뿌리"와 "Hero"를 발매한 후 준결승에서 탈락했다. 2021년에 2번째 정규 음반 <The Spoiled Child: 균>을 발매했고, 이는 평론가들의 호평을 받았다.

## 음반 목록

### 정규 음반
| 제목                  | 상세                                                                            | 최고 차트 순위 |
| 제목                  | 상세                                                                            | KOR            |
| --------------------- | ------------------------------------------------------------------------------- | -------------- |
| 가로사옥              | - 발매일: 2020년 7월 26일 - 레이블: 데자부 그룹 - 형식: LP, CD, 디지털 다운로드 | 74             |
| The Spoiled Child: 균 | - 발매일: 2021년 11월 29일 - 레이블: 데자부 그룹 - 형식: CD, 디지털 다운로드    | 86             |

### 합작 음반
| 제목               | 상세                                                                    |
| ------------------ | ----------------------------------------------------------------------- |
| 재건축 (with 비앙) | - 발매일: 2017년 11월 25일 - 레이블: 수퍼프리크 - 형식: 디지털 다운로드 |

## 출연 작품
| 연도 | 제목          | 역할   | 각주  |
| ---- | ------------- | ------ | ----- |
| 2020 | <쇼미더머니9> | 참가자 | [ 7 ] |

## 수상 및 후보
| 시상식           | 연도 | 후보         | 부문                | 결과 | 각주   |
| ---------------- | ---- | ------------ | ------------------- | ---- | ------ |
| 한국대중음악상   | 2018 | <재건축>     | 최우수 힙합 음반    | 수상 | [ 2 ]  |
| 한국대중음악상   | 2021 | <가로사옥>   | 최우수 힙합 음반    | 수상 | [ 4 ]  |
| 한국대중음악상   | 2021 | "네버코마니" | 최우수 힙합 노래    | 후보 | [ 10 ] |
| 한국 힙합 어워즈 | 2021 | <가로사옥>   | 올해의 힙합 앨범    | 후보 | [ 11 ] |
| 한국 힙합 어워즈 | 2021 | "VVS"        | 올해의 힙합 트랙    | 수상 | [ 11 ] |
| 한국 힙합 어워즈 | 2021 | "VVS"        | 올해의 콜라보레이션 | 후보 | [ 11 ] |
| 한국 힙합 어워즈 | 2022 | 본인         | 올해의 아티스트     | 후보 | [ 12 ] |